# 18609 Shinobuyama
18609 Shinobuyama este o planetă minoră (asteroid), cu un diametru de 4,824 km, din centura de asteroizi. A fost descoperită pe 30 ianuarie 1998 la Geisei⁠(d) de Tsutomu Seki. 
Obiectul prezintă o orbită caracterizată de o semiaxă mare de 2,2881993 UAi, o excentricitate de 0,14, o înclinație de 5,70973 ° în raport cu ecliptica.